# الموقودس
الموقودس هي السلاسل الجبلية في شمال تونس، ويبلغ أعلاها 500 متر ارتفاع. تشكل حدود منطقة جبال خمير.

## الموقع
تقع الموقودس بين شاطئ البحر في الشمال ووادي مجردة في الجنوب، في أقصى جبال الأطلس.